# Phascolosorex
Phascolosorex är ett släkte med däggdjur i familjen rovpungdjur som består av två arter, Phascolosorex dorsalis och Phascolosorex doriae, som förekommer på Nya Guinea.

## Utseende
Släktet liknar näbbmöss till utseendet men är inte besläktat med dessa. Pälsens färg varierar från orangebrun till gråbrun. På ryggen finns ett distinkt längsgående svart streck från nos till svans. P. dorsalis blir 13–17 centimeter lång (exklusive svans) och har brunaktig buk samt bruna extremiteter. P. doriae har istället röd buk och svarta fötter, längden ligger mellan 17 och 22 centimeter (exklusive svans). Den håriga svansen hos de båda arterna är ungefär lika lång som övriga kroppen. Alla tår är utrustade med korta klor. Vuxna individer väger cirka 50 g.

## Utbredning och ekologi
Det är inte mycket känt om arternas levnadssätt. De förekommer i Nya Guineas regnskogar, P. dorsalis upp till 3100 meter över havet och P. doriae mellan 900 och 1900 meter över havet. De vistas främst på marken och är i motsats till flera andra rovpungdjur aktiva på dagen. Man antar att födan utgörs av insekter och andra ryggradslösa djur samt små ryggradsdjur.
Honor kan troligen para sig hela året. Hos P. dorsalis föder honan upp till fyra ungar per kull. Efter ungefär fyra månader slutar honan med digivning.
Det saknas information om populationsutveckling. Trots detta kategoriseras de av IUCN som livskraftiga (LC).